# Стилет (зенитный ракетный комплекс)
Т38 «Стилет» — белорусско-украинский автоматизированный войсковой зенитно-ракетный комплекс.
Комплекс является всепогодным и предназначен для обороны подразделений сухопутных войск, промышленных и военных объектов от ударов всех типов современных и перспективных средств воздушного нападения, летящих на предельно малых, малых и средних высотах.
Состоит из боевой машины Т381, разработанной в Беларуси и двухступенчатых зенитных управляемых ракет Т382, разработанных в киевском КБ «Луч» (Украина). Комплекс «Стилет» вооружён 8 ракетами Т382.
Создан для замены ЗРК «Оса-АКМ».

## Испытания
4—7 октября 2011 года на 174-м учебном полигоне ВВС и войск ПВО Вооружённых сил Республики Беларусь в п. Доманово (Брестская область) было проведено пять демонстрационных боевых стрельб ЗРК Т38 «Стилет». Стрельба велась по двум скоростным малоразмерным ракетам-мишеням ИВЦ-М1 и трём уголковым отражателям. Все цели были уничтожены.

## Описание конструкции

### Состав комплекса
В состав ЗРК Т38 «Стилет» входят боевые и технического средства.
Состав боевых средств:
боевая машина (БМ) Т381;
зенитные управляемые ракеты (ЗУР) Т382.
Состав технических средств:
транспортно-заряжающая машина (ТЗМ) Т383;
юстировочная машина (ЮМ) Т384;
машина технического обслуживания (МТО) Т385;
автоматизированная контрольно-испытательная подвижная станция (АКИПС) Т386;
комплект наземного оборудования (КНО) Т387.

### Боевая машина
Боевая машина комплекса Т381 выполнена на шасси МЗКТ-69222 6х6, которое, в отличие от шасси БАЗ-5937 комплекса «Оса», имеет изменяемый клиренс, но не является амфибийным. Т381 оснащена средствами навигации, топопривязки, связи, жизнеобеспечения и электропитания комплекса. Машина авиатранспортабельна самолётом Ил-76.
Новое шасси МЗКТ-69222 имеет существенные отличия от остальной техники МЗКТ. Обычно шасси МЗКТ представляет собой конструкцию, состоящую из несущей рамы, на которой размещаются все агрегаты. Новое шасси имеет несущий кузов и независимую пневмо-гидравлическую подвеску всех колес. Масса снаряженного шасси — 22 000 кг, масса перевозимого груза — 8000 кг. Полная масса шасси составляет 30 000 кг.
МЗКТ-69222 оснащается двигателем ЯМЗ-7513.10 мощностью 420 л.с. и новой автоматической трансмиссией разработки МЗКТ. Максимальная скорость по шоссе составляет 85 км/час.
В состав боевой машины Т381 входят:
- Станция обнаружения целей — способна обнаруживать до 48 целей. РЛС комплекса обнаруживает цели, летящие на высоте 5000 м, на расстоянии 40 км, а на высоте 50 м — на расстоянии 27 км.
- Станция сопровождения целей — сопровождает цели на расстоянии до 28 км.
- Двухканальная станция визирования ракет — комплекс способен производить пуск по одной цели двух ЗУР залпом.
- Двухканальная станция передачи команд
- Цифровой вычислительный комплекс
- Комбинированная оптико-электронная система (ОЭС) — обнаруживает цель типа МиГ-29 на расстоянии 30 км по телевизионному каналу и на расстоянии 35 км по тепловизионному, сопровождает на дистанции 20 и 22 км соответственно. ОЭС позволяет одновременно обстреливать две цели.
- Система кондиционирования и отопления

### Зенитная управляемая ракета
ЗУР Т382 — двухступенчатая бикалиберная твердотопливная ракета. Рули и крылья, находящейся в ТПК, расположены Х-образно под углом 45° к вертикальной плоскости.
Двигательная установка ракеты состоит из стартового ускорителя и маршевого двигателя.
Ракета оснащена неконтактным радиовзрывателем активного типа.
Технические характеристики ЗУР
- Калибр ЗУР: 108 мм[8]
- Длина ракеты: 3158 мм
- Длина ТПК: 3235 мм
- Масса осколочно-стержневой боевой части: 18 кг
- Стартовая масса: 116 кг
- Масса ЗУР в ТПК: 151 кг
- Максимальная перегрузка: 25 g
- Время работы стартового ускорителя: 1,5 с
- Время работы маршевого двигателя: 20 с
- Дальность поражения: 20 км
- Высота поражения: 0,025 — 10 км
- Максимальный курсовой параметр обстреливаемой цели: 10 км
- Максимальная скорость поражаемых целей: 900 м/с
- Вероятность поражения цели одной ЗУР: 0,90
- Минимальная ЭПР обнаруживаемых целей: 0,02 м²
- Время свертывания / развертывания: 5 мин
- Общий срок эксплуатации ЗРК: 25 лет

## Технические характеристики комплекса
- Дальность поражения: 20 км
- Высота поражения: 0,025 — 10 км
- Максимальный курсовой параметр обстреливаемой цели: 10 км
- Максимальная дальность обнаружения цели: 40 км[9]
- Максимальная скорость поражаемых целей: 900 м/с
- Вероятность поражения цели одной ЗУР: 0,90
- Минимальная ЭПР обнаруживаемых целей: 0,02 м²
- Время свертывания / развертывания: 5 мин
- Общий срок эксплуатации ЗРК: 25 лет

## Операторы
- Азербайджан — в феврале 2011 года стало известно о переговорах с целью закупки комплекса[10], в дальнейшем были куплены две батареи, официально принятые на вооружение[11]